# 3C 268.3
3C, (del catálogo 3C), (Tercer Catálogo Cambridge de objetos de Radio) 268.3 es una Galaxia Seyfert/Cuásar localizada en la constelación de la Osa Mayor, y tiene muchas designaciones, con una época de J2000.